# Murrayville, Illinois
Murrayville är en ort i Morgan County i delstaten Illinois, USA.